# Гриот

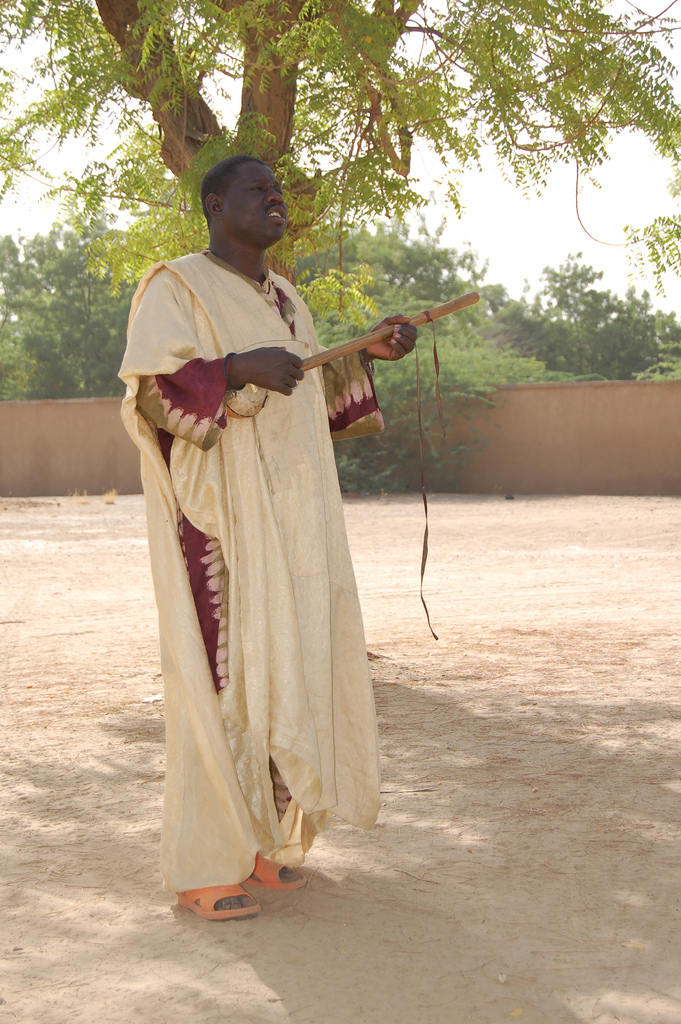
Современный гриот из Нигера

Грио́т (фр. griot) — у народов Западной Африки представитель отдельной социальной касты профессиональных певцов, музыкантов и сказочников, нередко бродячих.

## Происхождение названия
Этимология слова «гриот», которое закрепилось для обозначения этой общественной группы, окончательно не выяснена. Возможно, оно происходит из французской транслитерации guiriot португальского слова criado, что означает «слуга, раб» и объясняется функциями гриотов.

## Роль в обществах Западной Африки
В обществах ряда народов Западной Африки гриоты (у волоф гевель, у тукулёр гавло, джела — дословно «кровь» — у бамбара и малинке, гас(с)ир у сонинке и маабо у фульбе) были и остаются определённой кастой общества, происходившей ещё с доисламских времён.
Гриоты — узкая эндогамная группа. Гриотам раньше было не разрешено иметь собственность, их делом было ходить от селения к селению, веселя народ песнями и сказками. Во время песен и рассказов гриоты аккомпанировали себе игрой на музыкальных инструментах. Типично гриотскими музыкальными инструментами считаются кора, лютня, количество струн которой значительно варьировалось, и маленькие барабаны, которые были привязаны к запястьям гриотов. Несмотря на своё приниженное положение в обществе, гриоты пользовались некоторыми привилегиями (полная свобода в передвижении, обязанность крестьянина накормить и приютить на ночь гриота) и были весьма популярны в обществе. Гриоты не только рассказывали о древности, в их обязанности входило сообщение новостей, а нередко слухов и сплетен. При относительной изолированности сельских общин именно гриоты часто представляли собой связь общины с внешним миром.

## Происхождение и история

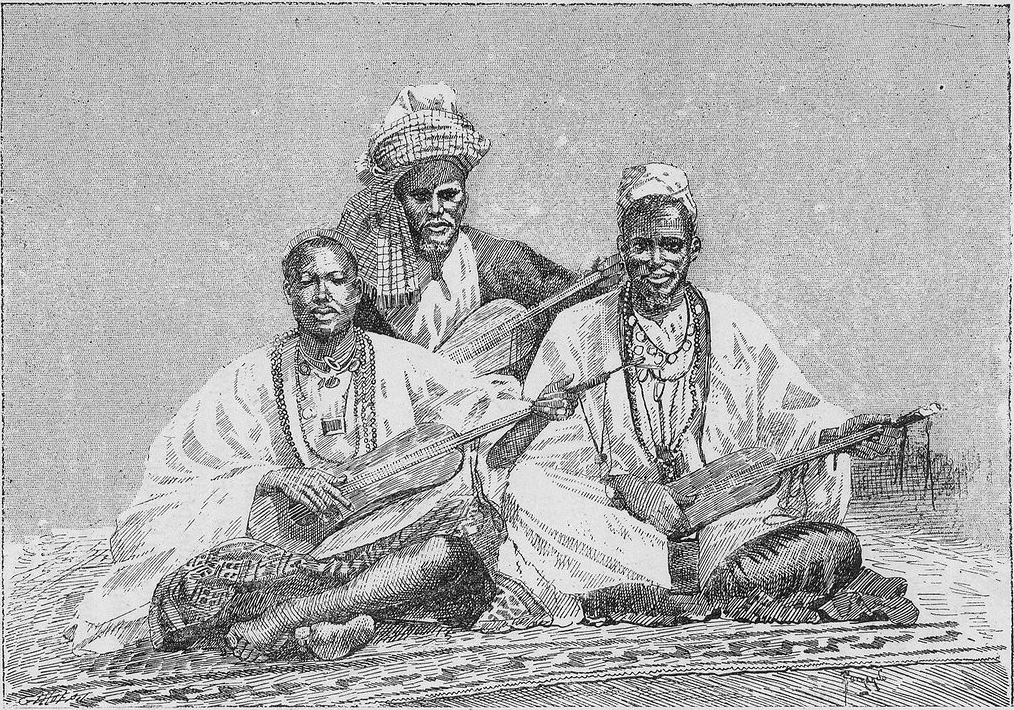
Гриоты короля фульбе. Мали, 1890 год

Причины происхождения касты гриотов в западноафриканских обществах точно не установлены. Однако некоторые сведения и народная устная традиция дают право сделать логичное предположение, что эта социальная группа происходит из рабов.
Одно из первых исторических упоминаний о гриотах присутствует в эпосе народа мандинка «Эпос о Сундияте», который повествует о жизни и подвигах мандинкского правителя средневекового государства Мали Сундиаты Кейты (1230—1250 или 1255 год) и датируется XIV—XVI веками. В эпосе есть место, где правитель Конате — отец Сундиаты — дарит сыну гриота Балла Фасеке в советники и помощники в управлении королевством. Именно Фасеке считается основателем одного из самых влиятельных родов гриотов, чьи потомки живут и сейчас. Вообще, практика иметь гриотов при дворе правителей в Средневековье в Западной Африке была общераспространённой. В более поздние времена (вероятно, с XVII—XVIII веков) практически каждое селение имело своего собственного гриота. Интересно, что даже исламизация народов региона не повлияла на касту гриотов. А народная выдумка по-новому «объяснила» происхождение этой социальной группы. Согласно относительно недавней версии фульбе, «Суракута (отец всех гриотов) был проклят пророком Мухаммедом за ранение пророка и за то, что напился его крови». Однако это выглядит лишь попыткой установить кастовую систему народов Западной Африки как догму ислама, узаконив её, хотя любое классовое неравенство не свойственно исламу как таковому.

## Современные гриоты
Сегодня потомки гриотов живут во многих странах Западной Африки — Мали, Гамбии, Гвинее, Сенегале, Мавритании, Нигере, Нигерии. Гриоты — представители многих народов манде (бамбара, малинке); также они есть среди фульбе, хауса, тукулер, волоф, серер, сонинке, мавританских арабов и так далее.
Бакари Сумано (1935—2003), председатель Ассоциации гриотов Бамако (1994—2003), — самый известный из защитников важности и незаурядного значения западноафриканских гриотов, популяризатор их творчества.
Сейчас в западноафриканских государствах действуют много фольклорных музыкальных коллективов, которые популяризируют творчество гриотов. О гриотах пишут писатели, снимают киноленты. Появилось даже понятие «гриотизм» по целому пласту культуры народов Западной Африки.